# Ciclul Cori

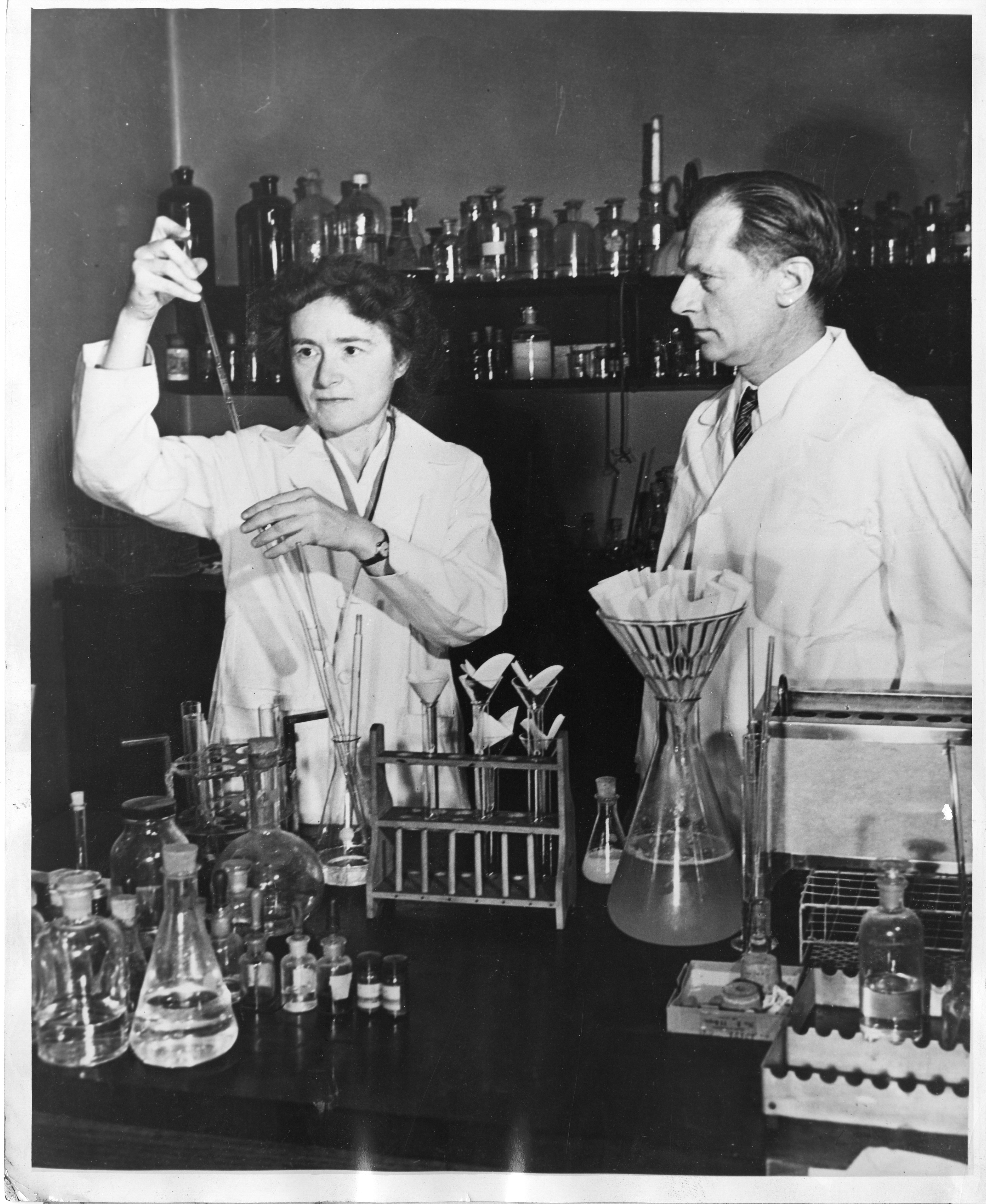
Carl Cori și Gerty Cori au câștigat împreună Premiul Nobel pentru fiziologie sau medicină în 1947, nu pentru descoperirea ciclului Cori, ci pentru descoperirea căii de conversie catalitică a glicogenului.

Ciclul Cori (cunoscut și sub numele de „ciclul acidului lactic”), numit după descoperitorii săi, Carl Ferdinand Cori și Gerty Cori,  este o cale metabolică prin care lactatul, produs în glicoliza anaerobă din mușchi, este transportat la ficat și transformat în glucoză, care apoi revine la mușchi, ciclul repetându-se. 

## Procesul
Activitatea musculară necesită ATP, care este asigurat de descompunerea glicogenului în celulele musculare. Procesul de descompunere a glicogenului, cunoscut sub numele de glicogenoliză, eliberează glucoza sub formă de glucoză 1-fosfat (G1P). G1P este convertită în glucoză 6-fosfat (G6P) de fosfoglucomutază. G6P intră în procesul de glicoliză (sau poate merge pe calea pentozo-fosfaților, dacă concentrația G6P este mare), din care rezultă ATP care este folosit de celulele musculare ca sursă de energie. În timpul activității musculare, depozitul de ATP trebuie să fie completat în mod constant. Când aportul de oxigen este suficient, energia necesară provine din alimentarea piruvatului, un produs al glicolizei, în ciclul acidului citric, care generează ATP prin fosforilarea oxidativă dependentă de oxigen.
Când aportul de oxigen este insuficient, de obicei în timpul activității musculare intense, energia este produsă prin metabolism anaerob. Astfel, procesul de fermentare a acidului lactic transformă piruvatul în lactat cu ajutorul enzimei lactat dehidrogenaza. Scopul acestui proces este de a regenera NAD+, menținându-i concentrația, astfel încât să poată apărea reacții suplimentare de glicoliză. Etapa de fermentare oxidează NADH produs prin glicoliză înapoi la NAD+, transferând doi electroni la piruvat, acesta fiind redus la lactat.
În loc să se acumuleze în interiorul celulelor musculare, lactatul produs prin fermentația anaerobă este preluat de ficat . Această prelucrare reprezintă cealaltă jumătate a ciclului Cori. În ficat se desfășoară gluconeogeneza. Intuitiv, se poate spune despre gluconeogeneză că inversează procesele fermentației și glicolizei, convertind lactatul înapoi în piruvat, iar, în cele din urmă, piruvatul înapoi în glucoză. Glucoza formată este apoi furnizată mușchilor prin fluxul sanguin, putându-se utiliza iarăși în glicoliză. După terminarea efortului muscular, glucoza este utilizată pentru refacerea rezervelor de glicogen prin glicogenogeneză. 
Per total, etapa glicolizei produce 2 molecule de ATP, iar gluconeogeneza consumă 6 molecule de ATP pentru producerea fiecărei molecule de glucoză ce alimentează glicoliza. Prin urmare, fiecare iterație a ciclului Cori presupune un consum net de 4 molecule de ATP. Astfel, ciclul nu poate fi susținut la nesfârșit. Prin intermediul ciclului Cori, sarcina metabolică este mutată de la mușchi, la ficat.

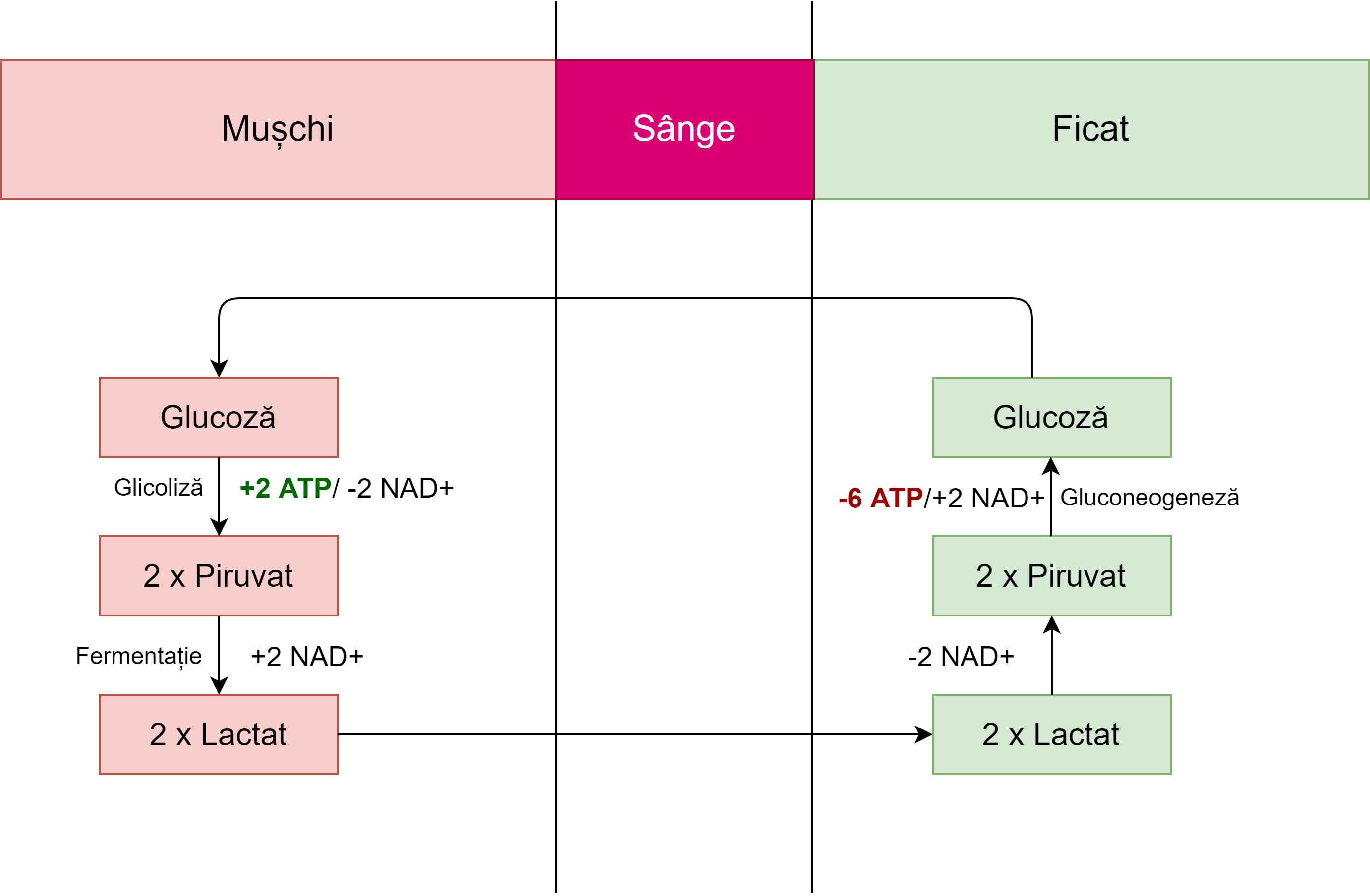
În schemă este redat Ciclul Cori, utilizarea și regenerarea NADH-ului fiind ignorată. Glicoliza produce 2 molecule ATP, iar gluconeogeneza utilizează 6 molecule ATP. Prin urmare, procesul prezintă un rezultat net de -4 molecule ATP.

## Semnificație
Importanța ciclului constă în prevenirea acidozei lactice în timpul anaerobiozei musculare. În mod normal, înainte ca acest lucru să se întâmple, acidul lactic este transferat din mușchi în ficat. 
În plus, acest ciclu este important în producția rapidă de ATP din timpul efortului muscular anaerob. După sfârșitul acestui efort, datoria de oxigen este rambursată prin intrarea în funcțiune a lanțului transportor de electroni și a ciclului acidului citric care refac depozitele de glicogen din mușchi. Acestui acid i se atribuie senzația de durere a mușchilor după un exercițiu intens (i.e. febra musculară), iar plata datoriei de oxigen generează respirațiile greoaie și profunde de după efort. 
Ciclul Cori, mai degrabă decât alimentația, este principala sursă de substrat pentru gluconeogeneză.   În perioadele de post, contribuția lactatului, prin ciclul Cori, la producția de glucoză crește în primă fază, până la plafonare (atingerea unui nivel constant).  Un studiu a constata că producția de glucoză, după 12, 20 și 40 de ore de post se datorează gluconeogenezei în proporție de 41%, 71% și respectiv 92%. Contribuția lactatului din ciclul Cori la gluconeogeneză a fost de 18%, 35% și respectiv 36%.  Restul de glucoză format folosește ca substrat aminoazicii rezultați din descompunerea proteinelor,  glicogenul muscular,  și glicerolul din lipoliză. 
Metformina poate provoca acidoză lactică la pacienții cu insuficiență renală, deoarece inhibă gluconeogeneza hepatică a ciclului Cori, în special complexul 1 al lanțului respirator mitocondrial.  În mod normal, excesul de lactat poate fi eliminat de rinichi, dar la pacienții cu insuficiență renală acest lucru nu se întâmplă (sau se întâmplă insuficient).